# Катарина Кашликова
Катарина Кашликова (словац. Katarína Kachlíková; нар. 2 червня 1985) — колишня словацька тенісистка.
Найвищу одиночну позицію світового рейтингу — 217 місце досягла 19 вересня 2005, парну — 162 місце — 25 липня 2005 року.
Здобула 1 одиночний та 3 парні титули туру ITF.
Завершила кар'єру 2011 року.

## Фінали ITF
| турніри $100,000 |
| турніри $75,000  |
| турніри $50,000  |
| турніри $25,000  |
| турніри $10,000  |

### Одиночний розряд (1–1)
| Результат | Ранг | Дата            | Турнір           | Покриття | Суперниця       | Рахунок  |
| --------- | ---- | --------------- | ---------------- | -------- | --------------- | -------- |
| Поразка   | 1.   | 13 вересня 2004 | Тбілісі, Грузія  | Ґрунт    | Ольга Лазарчук  | 2–6, 2–6 |
| Перемога  | 1.   | 21 травня 2006  | Хошимін, В'єтнам | Тверде   | Намігата Дзюнрі | 6–4, 6–4 |

### Парний розряд (3–9)
| Результат | Ранг | Дата            | Турнір                           | Покриття   | Партнерка                 | Суперниці                           | Рахунок       |
| --------- | ---- | --------------- | -------------------------------- | ---------- | ------------------------- | ----------------------------------- | ------------- |
| Поразка   | 1.   | 30 квітня 2001  | Нітра, Словаччина                | Ґрунт      | Крістіна Міхалакова       | Петра Рацлавська Габріела Хмелінова | 4–6, 0–6      |
| Поразка   | 2.   | 30 вересня 2002 | Широкі Брієг, Bosnia Herzegovina | Ґрунт      | Мервана Югич-Салкич       | Ленка Снайдрова Кіка Гоґендорн      | 2–6, 6–4, 4–6 |
| Перемога  | 1.   | 5 жовтня 2003   | Каркавелуш, Португалія           | Ґрунт      | Івета Герлова             | Ромі Фара Агнеш Савай               | 6–4, 7–6      |
| Поразка   | 3.   | 25 жовтня 2004  | Мінськ, Білорусь                 | Килим      | Ірина Буликіна            | Дар'я Кустова Анастасія Якімова     | 4–6, 0–6      |
| Поразка   | 4.   | 24 травня 2005  | Кампобассо, Італія               | Ґрунт      | Ленка Тварошкова          | Джулія Казоні Бахія Мухтассен       | 0–6, 5–7      |
| Перемога  | 2.   | 20 червня 2005  | Періге, Франція                  | Ґрунт      | Ленка Тварошкова          | Акгуль Аманмурадова Антонія Матіч   | 7–5, 6–1      |
| Поразка   | 5.   | 31 січня 2007   | Лондон, Англія                   | Тверде (i) | Андреа Сестіні Главачкова | Клер Каррен Енн Кеотавонг           | 6–4, 4–6, 2–6 |
| Поразка   | 6.   | 14 лютого 2007  | Прага, Чехія                     | Тверде (i) | Ленка Тварошкова          | Петра Цетковська Вероніка Хвойкова  | 2–6, 3–6      |
| Поразка   | 7.   | 20 квітня 2007  | Барі, Італія                     | Ґрунт      | Софі Фергюсон             | Вероніка Капшай Марія Коритцева     | 5–7, 2–6      |
| Поразка   | 8.   | 29 квітня 2007  | Кань-сюр-Мер, Франція            | Ґрунт      | Анастасія Павлюченкова    | Орелі Веді Тімеа Бачинскі           | 5–7, 5–7      |
| Поразка   | 9.   | 31 серпня 2009  | Марибор, Словенія                | Ґрунт      | Марія Абрамович           | Ані Міячика Ана Врлич               | 2–6, 3–6      |
| Перемога  | 3.   | 14 червня 2010  | Братислава, Словаччина           | Ґрунт      | Ленка Тварошкова          | Габріела Дабровскі Шанталь Шкамлова | 6–4, 7–6      |